# Список кардиналов, возведённых папой римским Григорием XII

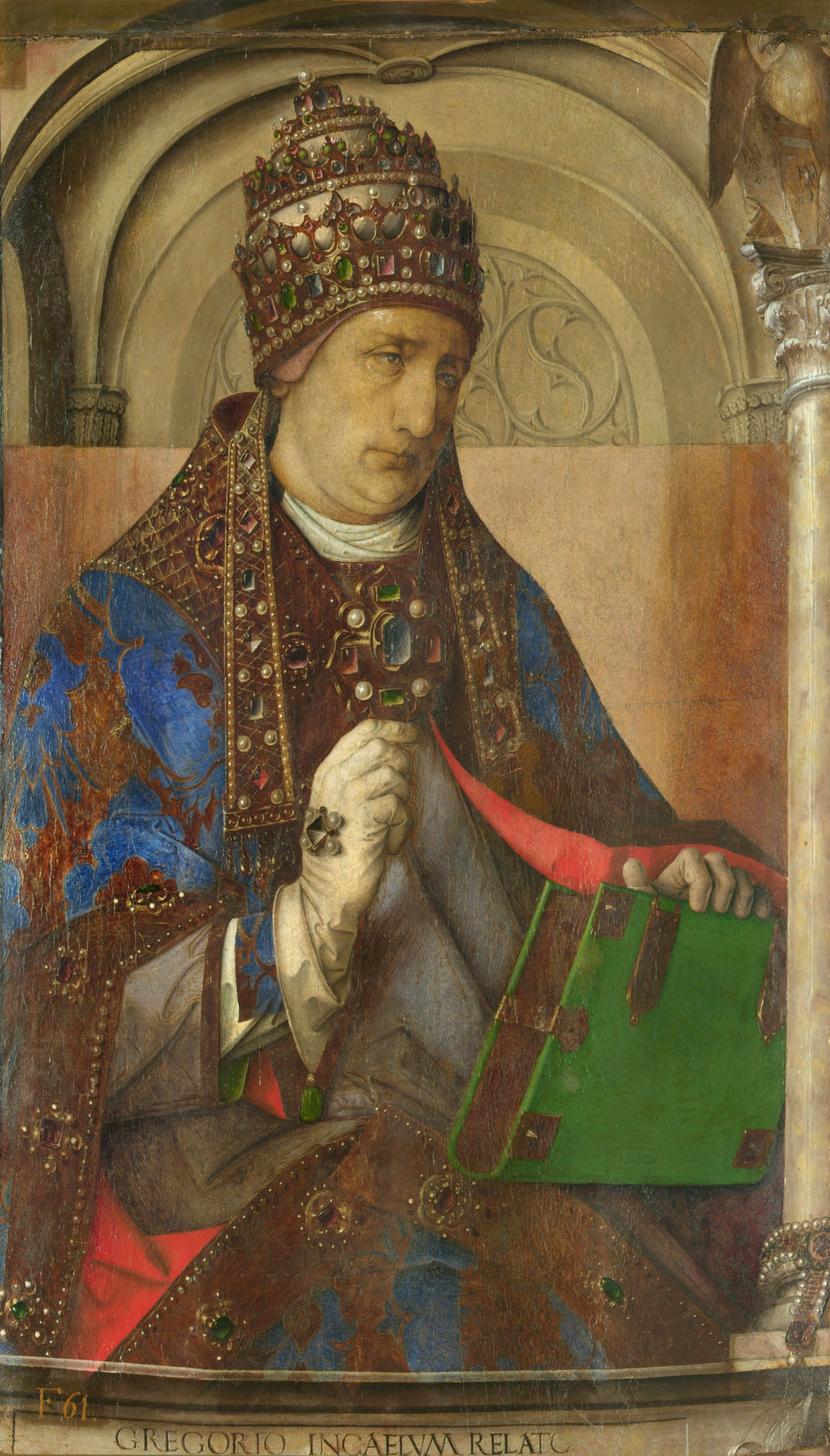
Папа Григорий XII

Кардиналы, возведённые Папой римским Григорием XII — 14 прелатов, клириков и мирян были возведены в сан кардинала на двух Консисториях за восемь с половиной лет понтификата Григория XII.
Самой большой консисторией была Консистория от 19 сентября 1408 года, на которой было назначено десять кардиналов.

## Консистория от 9 мая 1408 года
- Антонио Коррер, C.R.S.A. Святого Георгия в Альге, племянник Его Святейшества, епископ Болоньи (Папская область);
- Габриэле Кондульмер, C.R.S.A. Святого Георгия в Альге, племянник Его Святейшества, епископ Сиены (Папская область);
- Джованни Доминичи, O.P., избранный архиепископ Рагузы (Папская область);
- Якопо дель Торсо, апостольский протонотарий (Папская область).

## Консистория от 19 сентября 1408 года
- Людовико Бонито, архиепископ Таранто (Неаполитанское королевство);
- Анджело Чино, епископ Реканати (Папская область);
- Анджело Барбариго, епископ Вероны (Венецианская республика);
- Банделло Банделли, епископ Римини (Папская область);
- Филипп Репингтон, C.R.S.A., епископ Линкольна (королевство Англия);
- Матвей Краковский, епископ Вормса, посол римского короля Рупрехта при Папе римском (Священная Римская империя);
- Лука Манцоли, O.Hum., епископ Фьезоле (Флорентийская республика);
- Висенте де Рибас, O.S.B., приор монастыря Санта-Мария де Монсеррат, посол арагонского короля Мартина I при Папе римском (королевство Арагон);
- Пьетро Морозини младший, каноник Тревизо и апостольский протонотарий (Венецианская республика);
- Оттавиано Оттавиани, флорентийский патриций (Флорентийская республика).